# Tomás de Torquemada

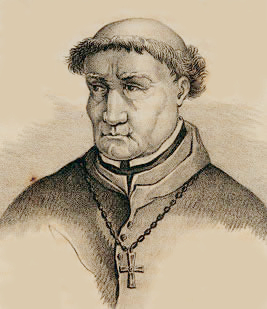
Torquemada

Tomás de Torquemada, född 1420 i byn Torquemada nära den nordspanska staden Valladolid, död 16 september 1498 i Ávila, var storinkvisitor i Sevilla, Spanien. Han var dominikanermunk, liksom sin farbror Juan de Torquemada, och blev prior vid Santa Cruz-klostret i Segovia. När prinsessan, sedermera Spaniens drottning, Isabella var i Segovia utnämnde hon honom till sin biktfader, vilket gav honom ett starkt inflytande över kungahuset. 
1482 blev han assisterande inkvisitor och året därpå utnämndes han av påven Sixtus IV till storinkvisitor i Kastilien. Tre år senare utvidgades hans makt av Innocentius VIII som gjorde honom till storinkvisitor över hela Spanien. I denna ställning författade han instruktioner för hur inkvisitionen skulle utföras, bland annat gällande användandet av tortyr.
Både Torquemada, Ferdinand och Isabella ansåg det viktigt att Spanien skulle vara ett kristet land och såg därför judarna och muslimerna som ett problem. En stor del av dessa dödades eller fördrevs från landet. Andra konverterade till katolicism, men många av dessa misstänktes fortfarande i hemlighet ha kvar sin gamla tro och blev därför också föremål för inkvisitionen. Torquemada författade en lista på kännetecken som skulle hjälpa till att identifiera sådana, så kallade "kryptojudar". Judarna i synnerhet ansågs oönskade och Torquemada lanserade en kampanj som stärkte antisemitismen i landet, bland annat genom historier om hur judar mördade barn och liknande. Han var en stor drivkraft bakom det påbud som 1492 förvisade alla judar från Spanien. De judar som påträffades på spansk mark skulle avrättas.
Torquemadas inkvisition var synnerligen grym. Till och med påven Sixtus IV protesterade mot hans metoder, men Torquemada fick stöd från Ferdinand och Isabella.
Torquemada var antisemit trots att han var barnbarn till en judinna som konverterat till katolicismen.
Torquemada dog av naturliga orsaker vid 78 års ålder.
Torquemada har förekommit i flera litterära verk, bland annat pjäsen Torquemada av Victor Hugo. Huvudskurken i serien Nemesis the Warlock (och datorspelet baserat på serien) är inspirerad av och uppkallad efter honom.